# Gateway Arch National Park
Der Gateway Arch National Park (früher Jefferson National Expansion Memorial; deutsch: „Gedenkstätte zur nationalen Erweiterung durch Jefferson“) ist ein Nationalpark in St. Louis im US-Bundesstaat Missouri. Sein heutiger Standort weist auf den Ausgangspunkt der Lewis-und-Clark-Expedition hin. Zudem erinnert die Gedenkstätte an weitere historische Ereignisse wie den Louisiana Purchase sowie die darauf folgende Besiedlung des Westens, die erste Zivilregierung westlich des Mississippis und an das Gerichtsverfahren Dred Scott v. Sandford.
Zentrales Bauwerk der Gedenkstelle ist der für die Öffentlichkeit begehbare 192 Meter hohe Gateway Arch (deutsch: „Torbogen“), der 1967 eröffnet wurde. Zum Ensemble der Gedenkstätte gehören neben dem Bogen das alte Gerichtsgebäude sowie das Museum of Westward Expansion, das sich zusammen mit dem Besucherzentrum unterirdisch und unterhalb des Gateway Arch befindet. 
Die Gedenkstätte gehörte in den Vereinigten Staaten von 1968 bis 2018 zu den National Memorials (Nationaldenkmälern). Im Jahr 2018 wurde sie zum Nationalpark aufgewertet. Sie wird vom National Park Service verwaltet und verzeichnete im Jahr 2005 insgesamt 2.944.976 Besucher. Das Parkgrundstück der Gedenkstätte wurde von der International Union for Conservation of Nature and Natural Resources zum Schutzgebiet der Kategorie V erklärt.

## Lage

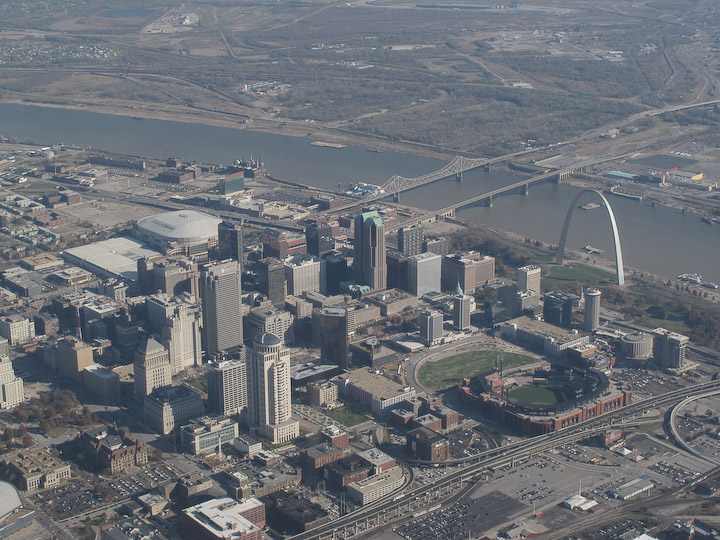
Luftbild des Jefferson National Expansion Memorial

Die zum Gateway Arch National Park gehörenden Bauten befinden sich auf mehreren, insgesamt 78 Hektar großen Grundstücken in der östlichen Innenstadt von St. Louis (Downtown East). Der Gateway Arch als architektonische Dominante steht in einem etwa 36,8 Hektar großen, rechteckigen, teilweise mit Bäumen bepflanzten Parkgelände. Der Park beherbergt neben dem Gateway Arch auch das dazugehörige Besucherzentrum sowie das Museum of Westward Expansion. Beidseitig dieser Anlagen befinden sich zwei 1979 angelegte künstliche Seen (North Pond und South Pond) mit amorphen Uferlinien. Das Grundstück wird westlich vom Interstate 70 – auf Höhe der Gedenkstätte trägt die Straße den Namen Memorial Drive – und östlich vom Leonor Kretzer Sullivan Boulevard, einer Uferstraße am Mississippi River, eingerahmt. Am Ufer auf Höhe des Expansion Memorial sind mehrere Schiffsanlegestellen. Von der Uferstraße aus erreicht man den Gateway Arch über eine Freitreppe. Nördlich des Parks befindet sich die Station Arch-Laclede’s Landing der Straßenbahn MetroLink.
Vom Ostufer des Mississippis aus dominiert der große Bogen den Blick auf das Stadtzentrum von St. Louis. In der westlichen Verlängerung zur vertikalen Symmetrieachse des Gateway Arch befindet sich das alte Gerichtsgebäude (Old Courthouse). Auf dem Parkgelände steht am Ostrand die Basilika St. Louis, die ehemalige Kathedrale von St. Louis; die Kirche ist allerdings nicht Bestandteil der Gedenkstätte. Auf der Ostseite des Mississippi River, die zur Stadt East St. Louis im Bundesstaat Illinois gehört, befindet sich genau östlich des Bogens der Gateway Geyser im Malcolm W. Martin Memorial Park. Die etwa 192 Meter hohe Fontäne ist nach der King Fahd’s Fountain und der Weltcup-Fontäne in Südkorea die weltweit dritthöchste und ebenso hoch wie der Gateway Arch.

## Geschichte

### Hintergründe und Anfänge der Gedenkstätte

Bekanntmachung von Jefferson über den Kauf der Kolonie Louisiana

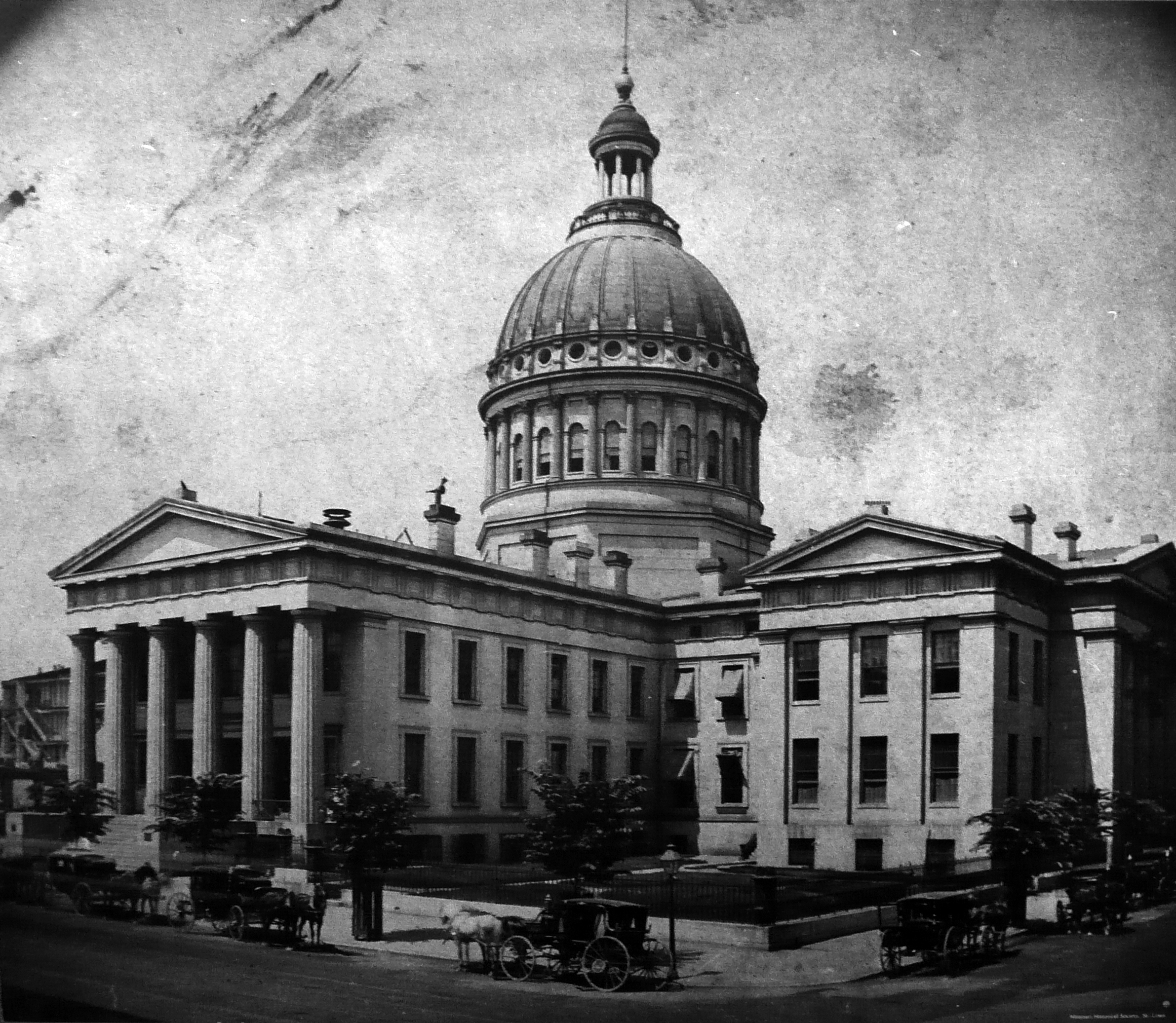
Old Courthouse im Jahr 1862

Das Jefferson National Expansion Memorial trägt seinen Namen zu Ehren des dritten US-Präsidenten Thomas Jefferson, der 1803 die über 2,1 Millionen Quadratkilometer große ehemalige Kolonie Louisiana für 15 Millionen US-Dollar von Frankreich gekauft hatte. Die feierliche Übergabe des Territoriums an die Vereinigten Staaten fand am 10. März 1804 in St. Louis statt. Dieses größte Grundstücksgeschäft der Geschichte verdoppelte die Fläche der USA und schuf die Voraussetzung für die Lewis-und-Clark-Expedition vom 14. Mai 1804 bis zum 23. September 1806, die letztlich zur Ausbreitung der USA bis an die Pazifikküste führte. Die in St. Louis beginnende Expedition ermutigte sowohl private als auch staatliche Expeditionen, sich das Gebiet Richtung Westen zugänglich zu machen. Das Gateway Arch National Park wird sinnbildlich für Jeffersons visionäre Weitsicht gesehen, die den Pioniergeist weckte und mit der Ausbreitung nach Westen den Grundstein der modernen USA legte.
Ideen für eine Gedenkstätte dieser historischen Ereignisse hatten bereits seit Ende des 19. Jahrhunderts bestanden. Sie gingen meist mit verschiedenen Vorschlägen zur städtebaulichen Umgestaltung des Uferbereichs von St. Louis einher. Der Stadtplaner und Architekt Harland Bartholomew arbeitete 1928 detaillierte Pläne für die Entwicklung der östlichen Innenstadt aus. Jedoch konnte keines dieser Vorhaben die notwendige Mehrheit in der Öffentlichkeit gewinnen. Die heutige Gedenkstätte geht auf Bemühungen des Rechtsanwalts Luther Ely Smith zurück, der die Idee zum ersten Mal 1933 äußerte. Er überzeugte den US-Präsidenten Franklin D. Roosevelt, in St. Louis eine Erinnerungsstätte für den Louisiana Purchase zu errichten. Roosevelt soll von Beginn an von der Idee begeistert gewesen sein. Im April 1934 erhielt das Komitee eine staatliche Zulassung und die Jefferson National Expansion Memorial Association wurde für gemeinnützig erklärt.
Am 1. Februar 1935 tagte eine Fachkommission, die aus den Mitgliedern des Komitees für die Gedenkstätte und dem Präsidenten Roosevelt bestand. Es wurden die Fragen über die weitere Entwicklung erörtert, den anzuberaumenden Architekturwettbewerb, die angesetzte Projektdauer sowie die Finanzierung des Projektes, dessen Gesamtkosten auf 30 Millionen US-Dollar veranschlagt wurden. Neben den Kosten für die Bauwerke und Grundstücke mussten auch die Kosten für die Erschließung von neuem Baugrund berücksichtigt werden. Roosevelt bezweifelte, dass er diese Mittel aus der Bundeskasse leisten könne. Am 13. April verabschiedete die Kommission die gefassten Pläne. Smith und Bürgermeister Bernard F. Dickmann wandten sich an den Innenminister Harold L. Ickes, um auszuloten, welche Geldmittel sie noch erhalten könnten. Um die Kosten tragen zu können, wurde am 1. Juli per städtischem Erlass eine Anleihe im Wert von 7,5 Millionen Dollar emittiert. Ickes sicherte Darlehen und Zuschüsse des Bundes und anderer öffentlicher Einrichtungen zu. Ein zur Gedenkstätte passendes Grundstück wurde am 10. September 1935 für 7,5 Millionen Dollar erworben. Die Stätte wurde offiziell am 21. Dezember 1935 durch die Executive Order Nr. 7253 von Präsident Roosevelt gegründet. In der Hochphase der Weltwirtschaftskrise im Jahr 1935 erklärte er, dass der Bau der Gedenkstätte sowohl Symbolcharakter habe als auch der Arbeitslosigkeit entgegenwirke.
Am 14. Oktober 1936 weihte Präsident Roosevelt in St. Louis die Soldaten-Gedächtnisstätte ein und begutachtete auch das Grundstück am Mississippi, welches für das neue Jefferson National Expansion Memorial vorgesehen war. Im Juni 1937 begann man mit dem Zukauf von weiteren geeigneten Grundstücken. Die meisten wurden innerhalb der nächsten zwei Jahre erworben. Am 10. Oktober 1939 fingen die Arbeiten an der Uferpromenade an. Zwischen 1939 und 1942 wurden 40 Häuserblocks abgerissen, um Platz für die Gedenkstätte zu schaffen. Lediglich das alte Gerichtsgebäude und die alte Kathedrale blieben erhalten. Im Mai 1940 unterschrieb Roosevelt ein Dokument, welches das alte Gerichtsgebäude ebenfalls zur Gedenkstätte dazugehörig erklärte. Mit diesem ersten Bauwerk eröffnete die Gedenkstätte am 1. Dezember 1941 offiziell. Das Museum of National Expansion eröffnete am 20. Oktober 1942 vorübergehend bis zur Vollendung der Gedenkstätte in den Räumlichkeiten des Gerichtsgebäudes.

### Planung des Gateway Arch
Am 22. Oktober 1946 wurde ein landesweiter, ausschließlich US-Bürgern vorbehaltener Architekturwettbewerb mit einem Preisgeld von 50.000 US-Dollar für die Gestaltung des zentralen Teils der Gedenkstätte ausgerufen. Es beteiligten sich 172 Architekten, darunter auch bedeutende Namen wie Walter Gropius, Charles Eames, das Büro Skidmore, Owings and Merrill, Louis I. Kahn, Eugene Mackey, Edward Stone und Kazumi Adachi. Weitere Teilnehmer waren der etablierte finnisch-amerikanische Architekt Eliel Saarinen sowie dessen 38-jähriger Sohn Eero, der am Beginn seiner Karriere stand und in Zusammenarbeit mit dem Landschaftsarchitekten Dan Kiley ein von seinem Vater unabhängiges Projekt unterbreitete.
Eliel Saarinen erhielt schließlich eine nur an „E. Saarinen“ adressierte Nachricht, zu den fünf Finalisten zu gehören. Bald stellte sich das als Irrtum heraus, da in Wirklichkeit sein Sohn Eero gemeint war, der letztlich siegreich aus dem Wettbewerb hervorging. Dieser Erfolg war Eero Saarinens Durchbruch zum international bekannten Architekten. Fachkreise und Presse würdigten seinen Entwurf für einen ursprünglich 180 Meter hoch geplanten Rundbogen am Ufer des Mississippi River als „modernes Monument, welches passend, schön und beeindruckend“ sei. Allerdings kritisierte der Bauingenieur Gilmore David Clarke Saarinens Entwurf als zu ähnlich einem von Adalberto Libera konzipierten Bogen, den der faschistische Diktator Benito Mussolini für die 1942 in Rom geplante Weltausstellung errichten wollte. Daher könne der Bogen nicht die demokratischen Gedanken von Jefferson symbolisieren. Saarinen selbst begründete seinen Entwurf wie folgt:

„An diesen Ort und für diesen Zweck schienen weder Obelisk noch ein rechtwinkliger Kasten noch ein Kuppelbau passend – ein großer Bogen dagegen, dort am Flussufer, war angemessen.“

Dieser Grundgedanke überzeugte schließlich auch die Jury, die seine Idee als unkonventionelle Umdeutung einer alten Bauform ansah, die trotzdem die Verwendung von moderner Architektur und Technik anstrebe. Allerdings wurden diese Pläne in den folgenden 15 Jahren modifiziert, unter anderem durch Saarinens Nachfolger Kevin Roche; man verlegte den Bogen etwas weiter weg vom Fluss und verbreiterte und erhöhte das Bauwerk um 12 Meter. Als weiteres Hindernis erwies sich die Verlegung von Eisenbahnschienen über das vorgesehene Gelände. Neben den baulichen Aspekten der Gedenkstätte selbst arbeitete Saarinen mit den städtischen Beamten auch in den Fragen der Flächennutzung zusammen. Er glaubte nämlich, dass der Erfolg der Gedenkstätte von der harmonischen Entwicklung der angrenzenden Viertel abhinge. Beispielsweise war ihm auch das Design der neuen Brücke über den Missouri wichtig. In der Umgestaltung sah er eine Chance zu wünschenswerten Auflagen:

„Here is a rare opportunity to develop these areas in a unified way with the highest standards of design creating high property values.“

„Hier besteht eine seltene Gelegenheit, diese Bereiche in einer einheitlichen Weise mit dem höchsten Anspruch an Design zu gestalten, um hohe Immobilienwerte zu schaffen.“

Im Sommer 1959 war die endgültige Höhe des Gateway Arch noch unklar. Der Baubeginn des Bogens wurde zudem durch Bestrebungen verzögert, vierzigstöckige Wolkenkratzer auf der gegenüberliegenden Uferseite zu errichten. Kritiker sahen in den Hochhäusern eine Beeinträchtigung des Symbolcharakters der geplanten Anlage. Im Juli traf sich Saarinen mit den offiziellen Vertretern der Stadt und der Gedenkstätte, um das Höhenproblem zu lösen. Nach monatelangen Verhandlungen wurde beschlossen, die Gesamthöhe von umliegenden Gebäuden auf 27 Stockwerke bzw. 84 Meter zu beschränken, und Saarinen erhöhte den Gateway Arch von ursprünglich 180 auf 192 Meter. Budgetprobleme verzögerten den Bau schließlich um ein weiteres Jahr, so dass am 23. Juni 1959 zunächst nur die Arbeiten zur Verlegung der Eisenbahnlinie durch den Bau von Tunneln begannen.

### Bau des Gateway Arch

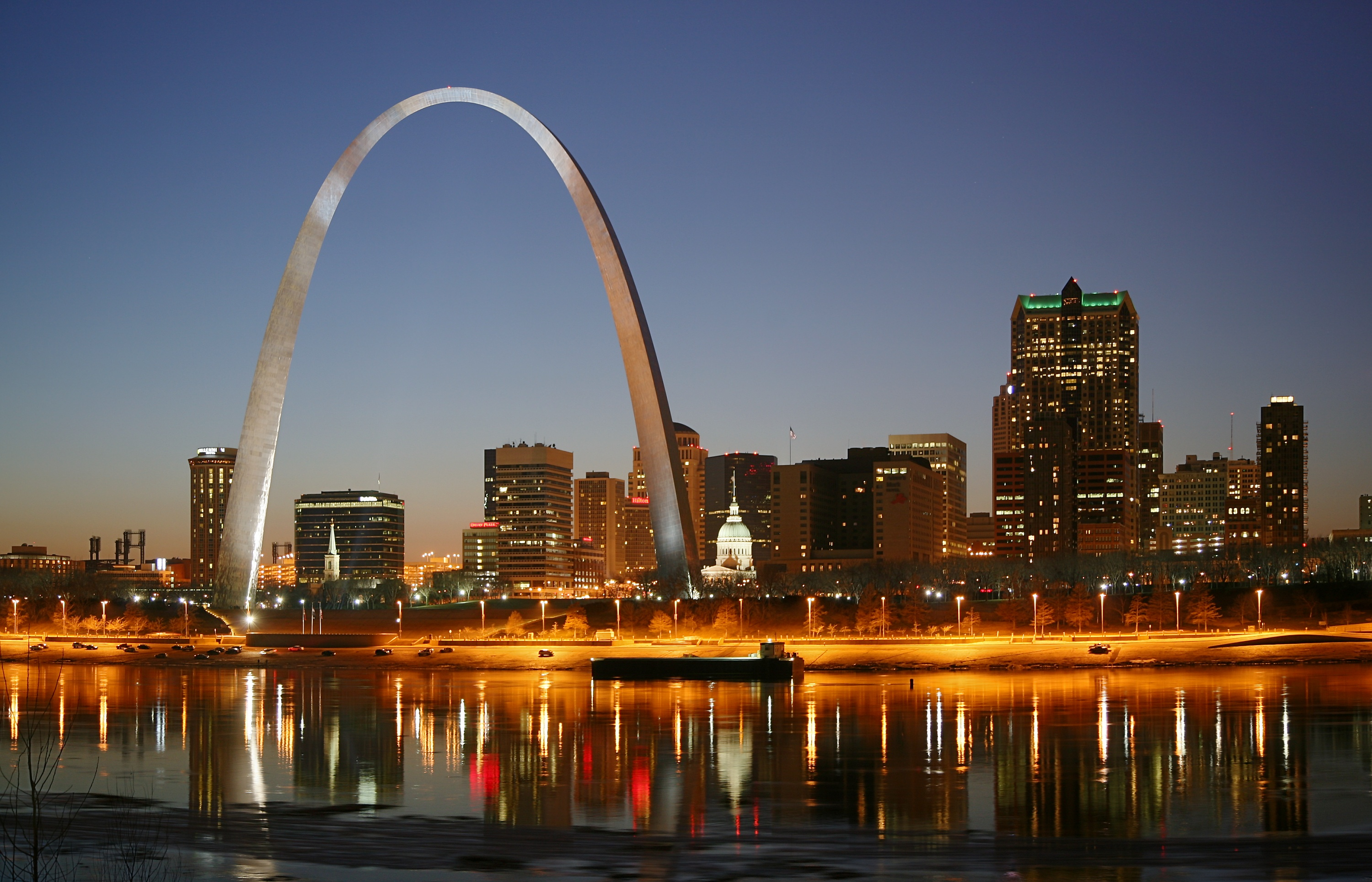
Nachtansicht vom östlichen Mississippiufer aus

Erst am 11. Februar 1961 fand daher der erste Spatenstich für den Gateway Arch statt. Das erste rostfreie Stahldreieck wurde am 12. Februar 1963 am südlichen Fuß gelegt. Saarinen erlebte die Vollendung des Bauwerks nicht, denn er verstarb bereits am 1. September 1961 aufgrund eines Gehirntumors. Die beiden „Füße“ des Bogens wurden parallel zueinander hochgezogen. Als die beiden Bogenteile eine Höhe von 161 Metern erreichten, mussten sie durch ein zusätzliches bis zu 77 Meter langes Stützgerüst fixiert werden. Dieses Gerüst wurde mit zunehmender Höhe verkürzt, bis die beiden Bogenteile, durch den Schlussstein verbunden, sich selbst tragen konnten. Während der Bauphase wurde mittels Triangulation die Ausrichtung des Bauwerks überprüft. Als sich am 28. Oktober 1965, dem Tag der endgültigen Fertigstellung, die Bogenstücke durch starke Hitzeeinwirkung ausgedehnt hatten, musste die Feuerwehr von St. Louis den südlichen Fuß wässern, damit das Schlusselement eingefügt werden konnte. Die Baukosten betrugen rund 13 Millionen US-Dollar. Davon betrugen die Kosten für den Bogen selbst rund 11 Millionen Dollar, der zu 75 % aus bundesstaatlichen Geldern und zu 25 % aus städtischen Geldern finanziert wurde.
Das Besucherzentrum öffnete am 10. Juni 1967 für den Publikumsverkehr und seit dem 24. Juli konnte man mit den Aufzügen bis zum Scheitelpunkt des Bogens gelangen. Im ersten Jahr besuchten 619.763 Menschen den Bogen. Offiziell eingeweiht wurde das Bauwerk vom US-Vizepräsidenten Hubert H. Humphrey und dem Innenminister (Secretary of the Interior) Stewart Lee Udall am 25. Mai 1968.

### Seit Eröffnung des Gateway Arch
Am 4. Juli 1976 fanden die 200-Jahr-Feierlichkeiten zur Unabhängigkeitserklärung der Vereinigten Staaten mit rund 800.000 Gästen am Memorial statt.
Ende der 1960er sowie in den 1970er und 1980er Jahren war der Gateway Arch immer wieder Schauplatz von spektakulären aviatischen Flügen durch den Bogen. Insgesamt elf leichte Flugzeuge führten dieses Kunststück durch, das erste am 22. Juni 1966. Am 21. August 1980 verunglückte der Hobby-Fallschirmspringer Kenneth Swyers tödlich bei dem Versuch, mit dem Fallschirm vom Gateway Arch zu springen. Er rutschte aus und schlitterte entlang des Bogens zu Boden. 1984 versuchte David Adcock, den Bogen mit Saugnäpfen zu besteigen. Nachdem er rund sechs Meter geklettert war, wurde er von Sicherheitskräften zurückgeholt.
Im Oktober 1966 wurde der Gateway Arch National Park als Historic District in das National Register of Historic Places aufgenommen. Im Jahr 1987 wurde der Gateway Arch zum National Historic Landmark erklärt. Am 4. August 2003 kam im Rahmen der Gedenkmünzenserie State Quarters eine 25-Cent-Münze mit einer Auflage von 453.200.000 Stück als Repräsentant des Bundesstaates Missouri heraus, welche neben Lewis und Clark und dem Missouri auch den Gateway Arch zeigt. Am 21. Juli 2007 waren aufgrund eines elektrischen Problems des Kabinentransportsystems rund 200 Besucher in den Aufzügen stecken geblieben. Am darauf folgenden Tag gab es einen erneuten Ausfall.
Die jährliche Besucherzahl schwankt zwischen 2 und 3 Millionen:
| Jährliche Besucherzahlen 1980–1990 |           |           |            |            |           |           |           |           |           |           |           |
| Jahr                               | 1980      | 1981      | 1982       | 1983       | 1984      | 1985      | 1986      | 1987      | 1988      | 1989      | 1990      |
| Besucher                           | 1.969.801 | 2.325.272 | 5.746.256* | 6.369.640* | 1.711.193 | 2.141.516 | 2.324.967 | 2.511.644 | 2.633.513 | 2.673.562 | 2.539.592 |

* = Besucherzahl inklusive der Messe Veiled Prophet Fair
Von 2007 bis 2018 wurde das Areal des Jefferson National Expansion Memorial architektonisch aufgewertet. Die Arbeiten sollten bis zum 28. Oktober 2015, dem 50. Jahrestag der Fertigstellung des Gateway Arch, abgeschlossen sein, mussten aber bis 2018 verlängert werden. Die Aufgabenstellung des Wettbewerbs war  unter anderem, die Gedenkstätte attraktiver ins Stadtgefüge von St. Louis einzubinden, sie durch höhere Besucherzahlen zu beleben, die Auswirkungen des Verkehrs zu senken und das Ostufer in Illinois mit dem Gateway Geyser mit einzubeziehen. Zur Wiedereröffnung wurde die Gedenkstätte auf Wunsch des Bundesstaates aufgewertet. Am 22. Februar 2018 wurde das Jefferson National Expansion Memorial in Gateway Arch National Park umbenannt und bekam damit den für den Tourismus wesentlich zugkräftigeren Titel Nationalpark. Gateway Arch National Park ist damit der zweite Nationalpark in den Vereinigten Staaten nach dem Mesa-Verde-Nationalpark, der nicht wegen Naturschönheiten, sondern wegen kulturellen Gütern ausgewiesen wurde.

## Bauwerke und Einrichtungen der Gedenkstätte

### Gateway Arch

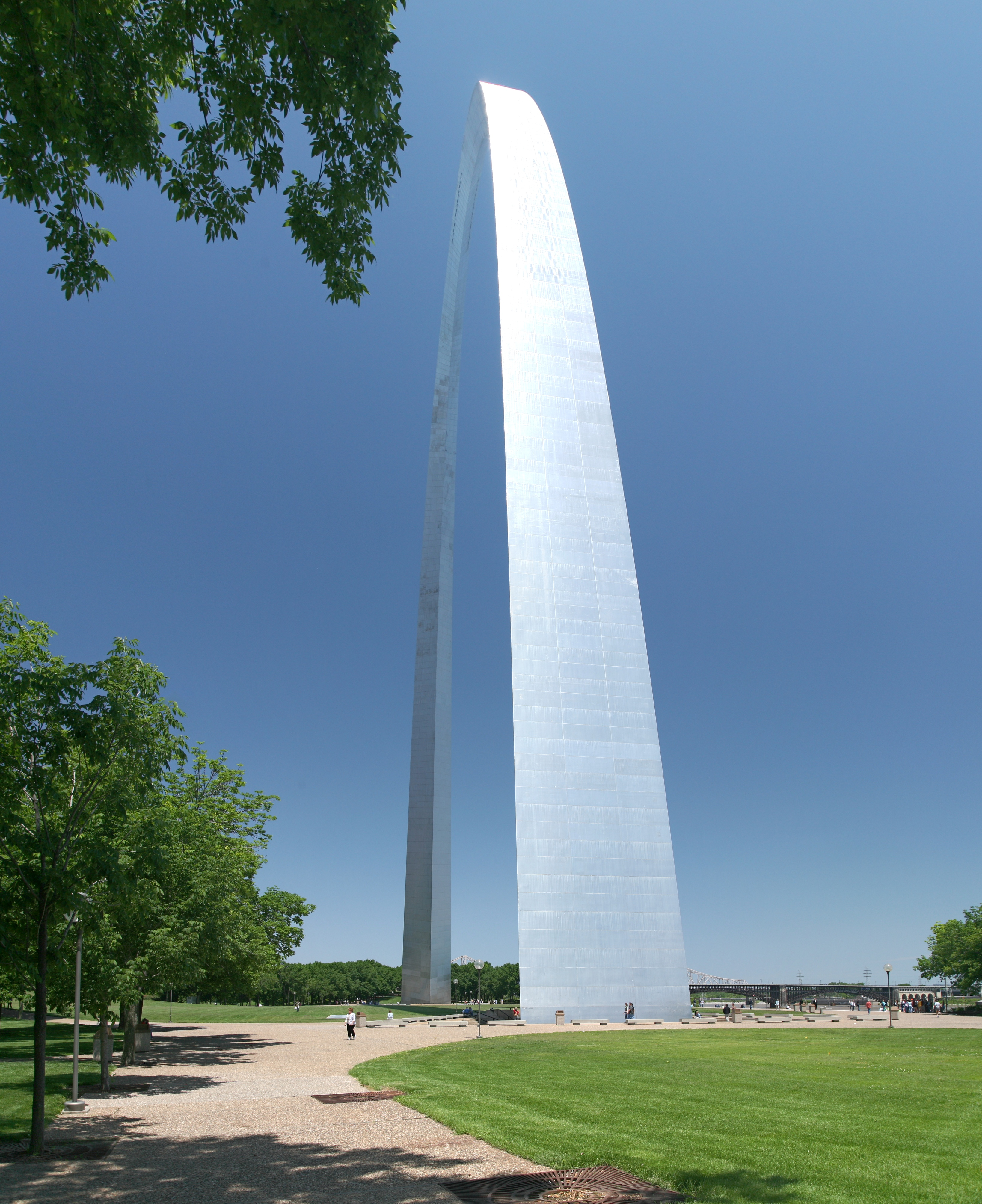
Gateway Arch und umgebender Park

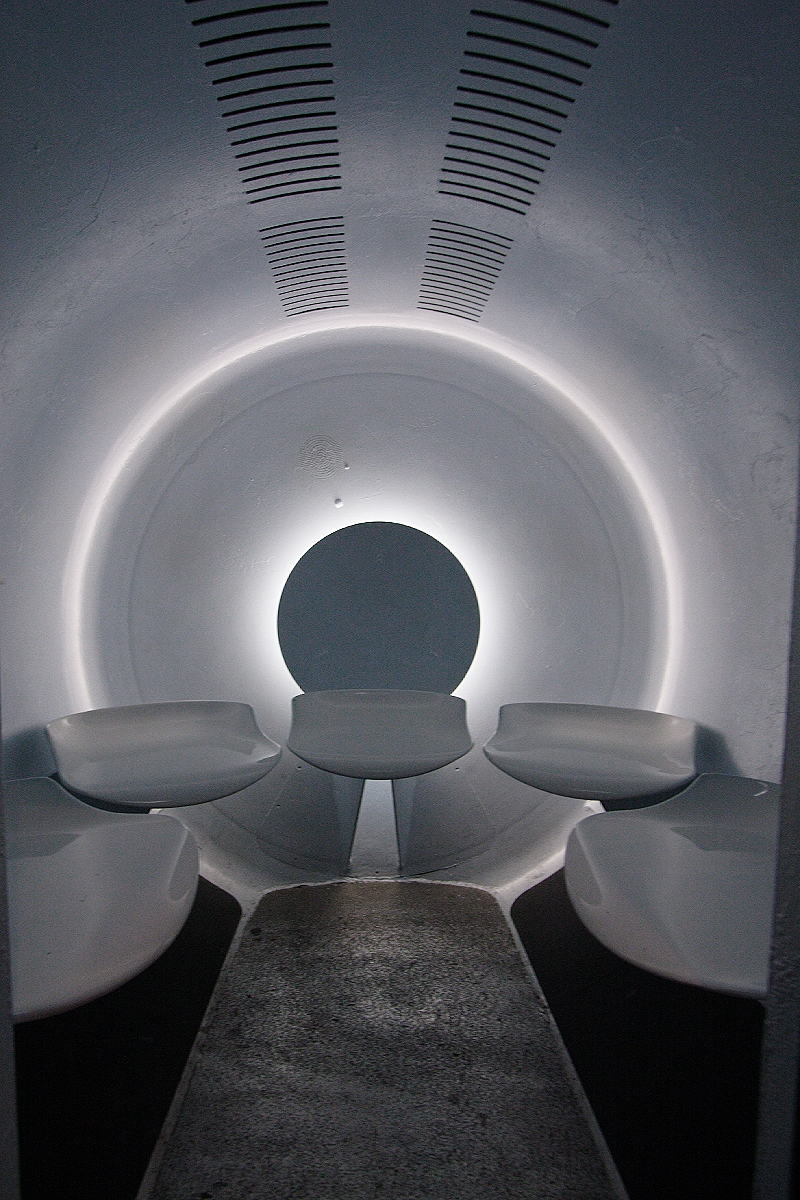
Tram zur Aussichtsplattform

Der einer Kettenlinie nachempfundene Bogen Gateway Arch (auch Gateway to the West genannt) ist 192 Meter hoch und besitzt eine Spannweite von ebenfalls 192 Metern – dies macht ihn zum höchsten Bauwerk der Stadt und höchsten Nationalmonument der Vereinigten Staaten. Seine endgültige Form schuf der deutsch-amerikanische Bauingenieur Hannskarl Bandel, der auch Saarinens Konstruktion verbesserte.
Die Kettenlinie des Gateway Arch lässt sich mathematisch durch die Gleichung der Hyperbelfunktion
{\displaystyle y=A\left(\cosh {\frac {Cx}{L}}-1\right)\quad \Leftrightarrow \quad x={\frac {L}{C}}\cosh ^{-1}\left(1+{\frac {y}{A}}\right)},
mit den Konstanten
{\displaystyle A={\frac {f_{c}}{{\tfrac {Q_{b}}{Q_{t}}}-1}}=68{,}7672} und {\displaystyle C=\cosh ^{-1}{\frac {Q_{b}}{Q_{t}}}=3{,}0022}
annähernd beschreiben. Mit dieser Form trägt sich das Bauwerk selbst und steht unter der notwendigen Spannung. Eine „echte“ Kettenlinie beschreibt allerdings die Form einer durch die Schwerkraft hängenden Kette. Aus diesem Grund ist der Gateway Arch lediglich eine abgeflachte Kettenlinie der Form {\displaystyle y=\operatorname {arcosh} (Bx)}. Eine exakte Kettenlinie wäre die Ideallösung für eine Kurve mit gleichbleibender Stärke, die in diesem Fall nicht vorliegt. Daher war die Form und Konstruktion der „umgekehrten Kettenlinie“ sowie das Transportsystem für die Ingenieure eine große Herausforderung. Kevin Roche bemerkte hierzu:

„Eine Kettenlinie ist zuerst einmal eine Linie. Wenn man sie belastet, beeinflusst sie das Gewicht der Bogenform und es ergibt sich eine andere Linie. Aber natürlich ist der Bogen keine Linie, er hat unterschiedliche Querschnitte, also verändern sich die Lasten von oben nach unten, und diese Gewichtsveränderung ist wesentlich für die endgültige Form der Kettenlinie.“

Der Gateway Arch besteht aus einer Verbundkonstruktion von Beton und Edelstahl. Das Bauwerk weist einen doppelwandigen Hohlkastenquerschnitt aus Stahl auf, dessen Grundriss von einem gleichseitigen Dreieck gebildet wird. Das Dreieck hat über den Fundamenten eine Seitenlänge von 16,46 Metern bei 92 Zentimetern Wanddicke. Bis zum Bogenscheitel verjüngt sich die Seitenlänge auf 5,18 m bei 21 Zentimetern Wanddicke. Der gesamte Bogen besteht aus 142 solcher dreieckigen Segmente. In der unteren Hälfte besteht der Bogen aus einer Verbundkonstruktion und im oberen Teil aus einer Stahlkonstruktion. Die Verkleidung ist aus rostfreiem Stahl und wurde von der Firma Krupp geliefert. Das Betonfundament wiegt 23.569 Tonnen. Insgesamt wurden im Bogen 4.644 Tonnen Stahl verbaut. Damit ergibt sich eine Gesamtmasse von 39.214 Tonnen für das Bauwerk.
Im Schlussstein des Bogens ist eine Zeitkapsel eingelassen, welche Unterschriften von 762.000 Schülern aus St. Louis trägt.

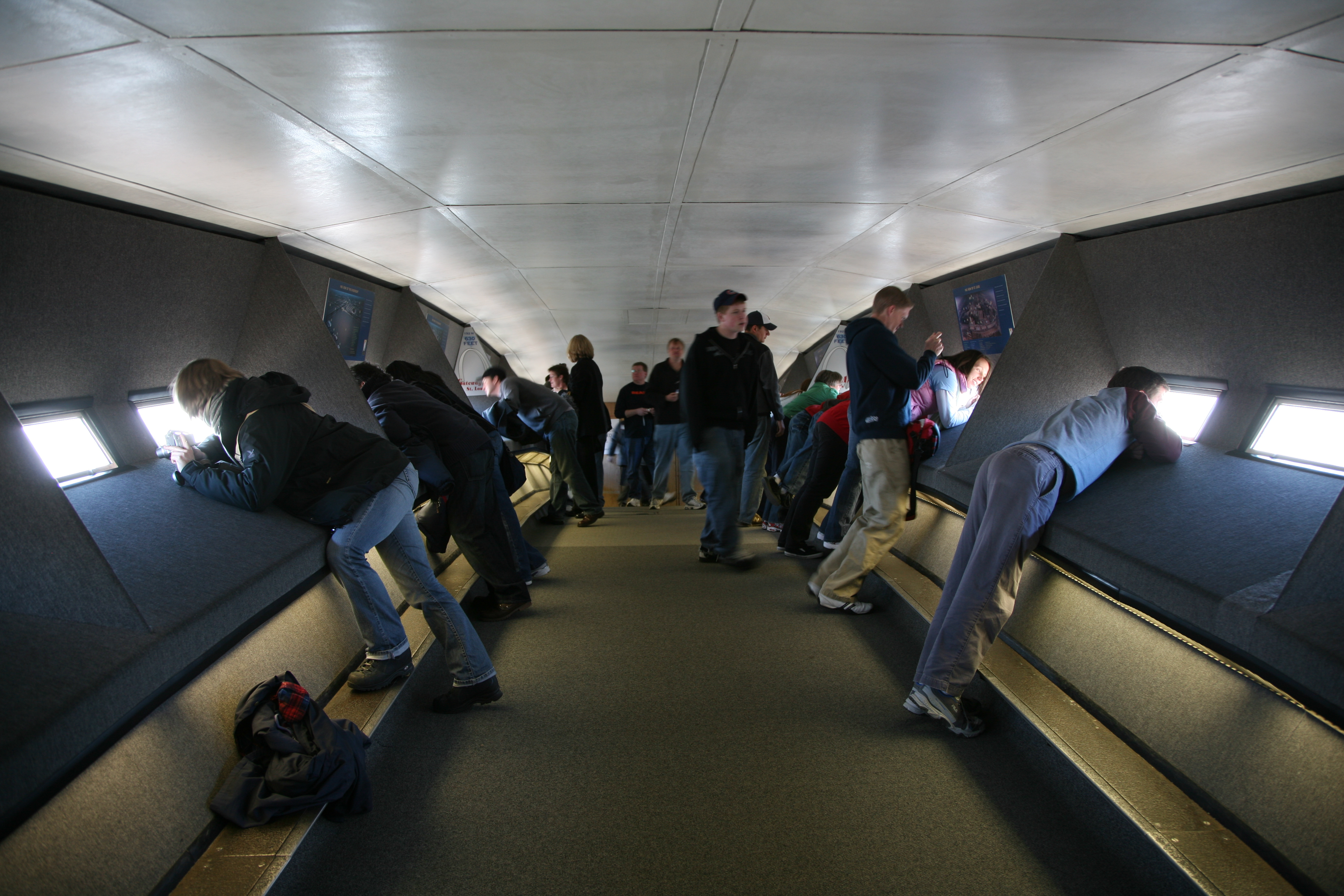
Aussichtsdeck im Scheitelpunkt

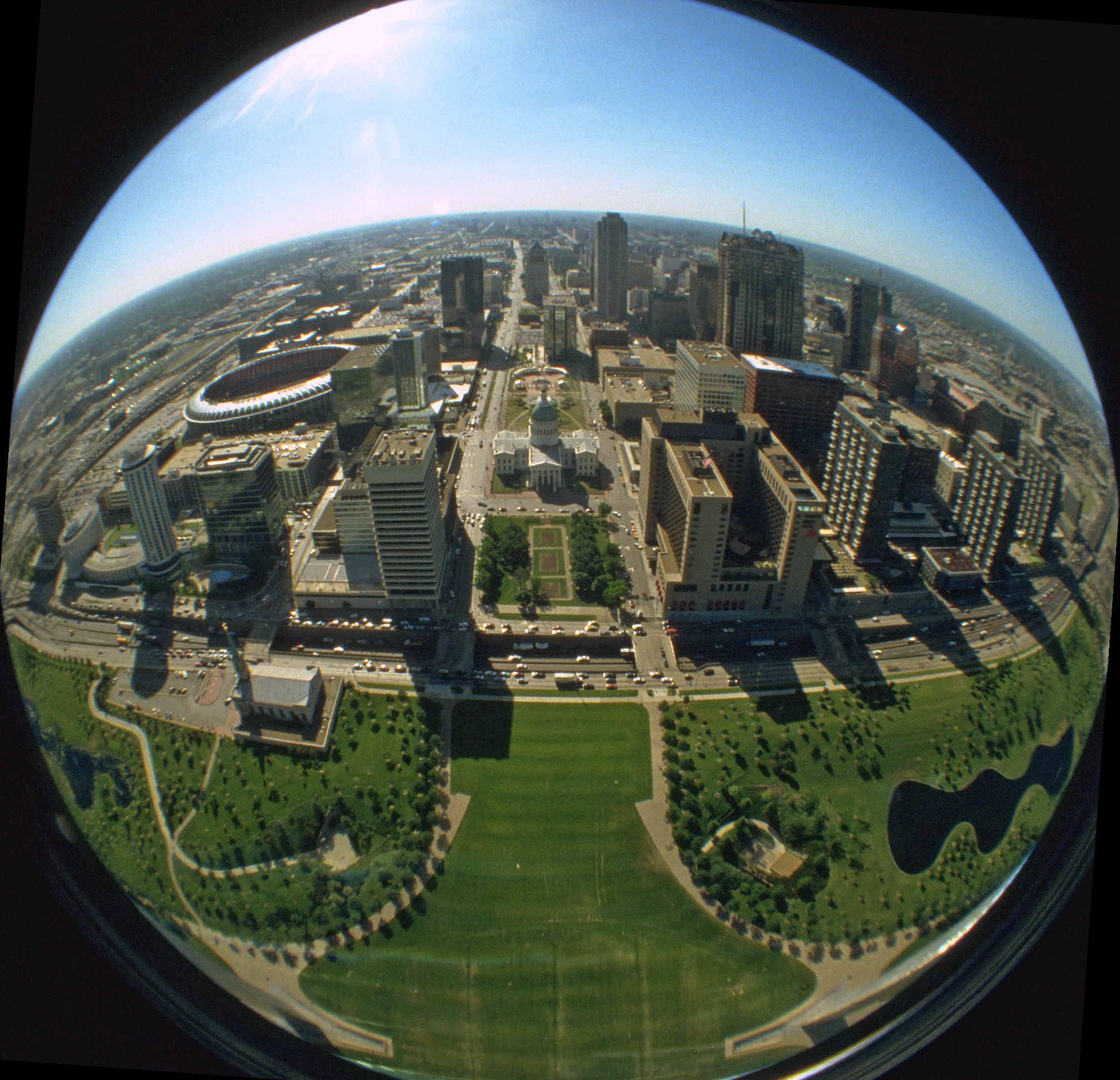
Blick vom Gateway Arch auf St. Louis

Die Aussichtsplattform in der Spitze des Bogens wird mittels zweier spezieller Aufzüge – einer in jeder Bogenhälfte – im zehnminütigen Takt frequentiert. Das Aufzugsystem, als Tram System bezeichnet, besteht aus acht zylindrischen Kabinen, die wie an einer Perlenkette angeordnet sind, um die Krümmung des Bogens auszugleichen. So ist gewährleistet, dass die Passagiere während der Fahrt zum Scheitel stets aufrecht sitzen. Pro Kapsel können fünf Personen mit einer Geschwindigkeit von gut 6 km/h befördert werden. Daraus ergibt sich eine Beförderungskapazität von 3500 Personen an einem Achtstundentag bzw. bis zu 11.000 an einem Vierzehnstundentag. Das Aufzugsystem im Nordbogen wurde am 24. Juli 1967 für die Öffentlichkeit eröffnet, das im Südbogen wurde 1968 fertiggestellt.
Die 18 × 69 Zentimeter großen und 19 Millimeter dicken Fenster, zu jeder Seite 16, sind nach außen geneigt und in die Bogenstruktur bündig eingelassen. Die Plattform bietet Platz für bis zu 140 Besucher und lässt bei guten Bedingungen eine Weitsicht von über 55 Kilometern zu. Die Sicht bietet neben dem Blick auf die Stadt St. Louis und den umgebenden St. Louis County auch eine Aussicht auf das südliche Illinois bis nach Cahokia. Bei Windgeschwindigkeiten von 240 km/h schlägt der Bogen rund 46 Zentimeter von seiner Ruheposition aus. Für das Instandhaltungspersonal und Notfallkräfte gibt es zwei Aufzüge, die bis zu zwölf Personen aufnehmen. Außerdem gibt es eine Notfalltreppe mit 1076 Stufen.

### Besucherzentrum

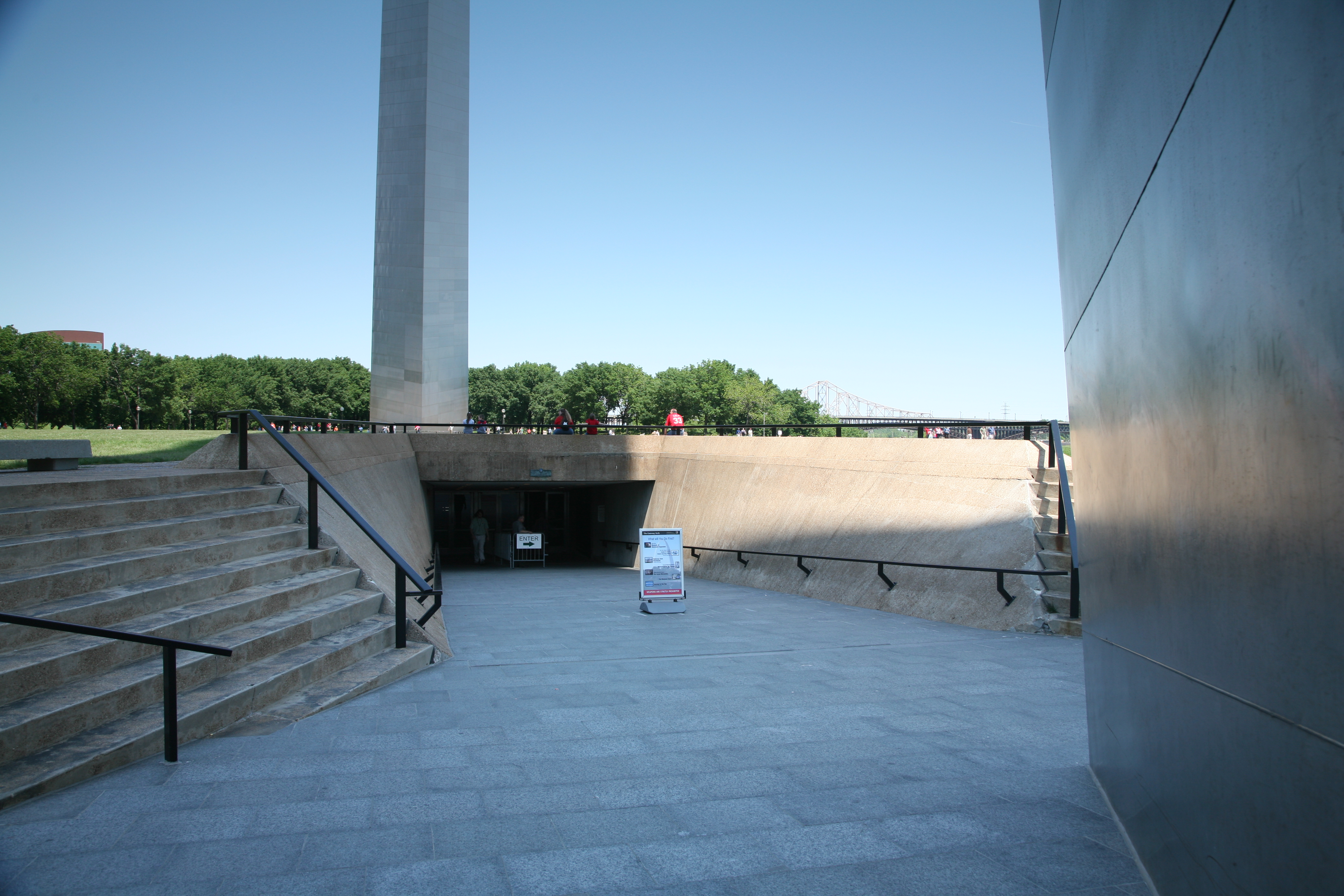
Südlicher Eingang zum unterirdischen Besucherzentrum

Direkt unterhalb des Gateway Arch führt eine Rampe vom Freien in das unterirdisch gelegene Besucherzentrum. In diesem Zentrum befinden sich sowohl der Eingang für die Fahrt zum Scheitelpunkt des Bogens als auch das am 10. August 1976 eröffnete Museum of Westward Expansion. Die Baukosten für das Museum beliefen sich auf 3.178.000 US-Dollar. Das Museum zeigt eine Ausstellung über die Geschichte der Uferpromenade von St. Louis. Ein 285 Plätze fassendes Kino zeigt einen Dokumentarfilm über den Bau des Gateway Arch. Ein weiteres 1993 fertiggestelltes Lichtspielhaus führt wechselnde Filmbeiträge vor.
Das Museum stellt die gesamte Geschichte des 19. Jahrhunderts im amerikanischen Westen dar. Die Exponate zeigen das Leben der Menschen während der Zeit ihrer Expansion nach Westen. Während die Fahrt zur Aussichtsplattform kostenpflichtig ist, ist ein Besuch im Museum kostenfrei.

### Parkanlage

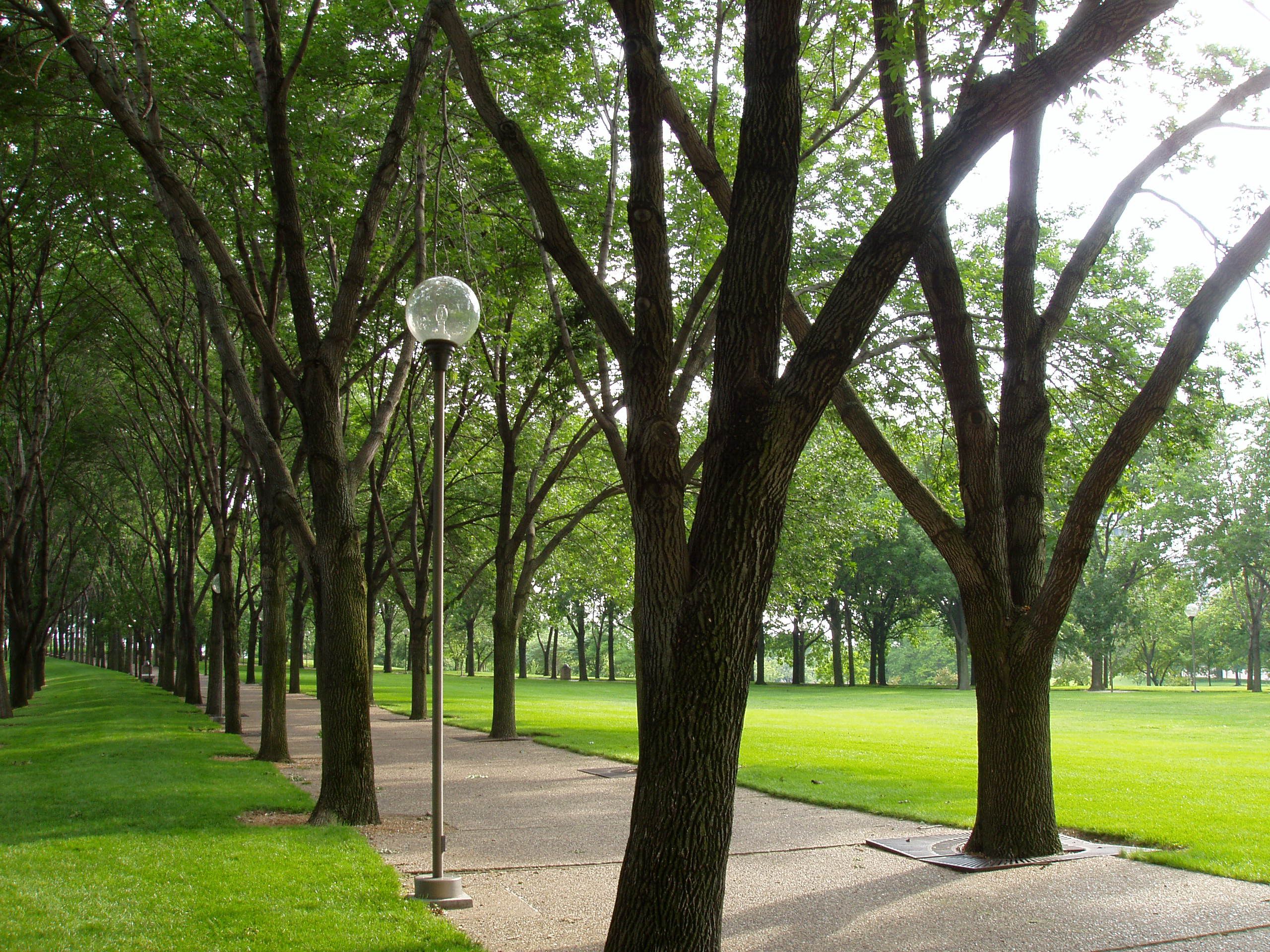
Ein Weg durch die Parkanlage

Die ursprüngliche Parkanlage, auf der sich der Gateway Arch, das Besucherzentrum und das Museum befinden, wurde vom Landschaftsarchitekten Dan Kiley geschaffen. Kiley wählte für die Topografie der Anlage wellenförmige Formen und richtete sich nach geometrischen Vorschriften. Sowohl die Wege, die den Park durchziehen, als auch die Uferlinien der beiden künstlich angelegten Teiche verlaufen zumeist asymmetrisch in geschwungenen Linien und korrespondieren mit der katenoiden Form des Gateway Arch. Entlang der Wege, um die Teiche herum sowie in den Service-Bereichen sind Bäume und Sträucher gepflanzt. Das Gelände ist so konzipiert, dass sowohl von den Teichen und dem alten Gerichtsgebäude Sichtachsen auf den Gateway Arch zulaufen. Die heutige Form der Anlage hat sich im Laufe der Jahre abweichend von den ersten Planungen durch viele Gespräche zwischen Kiley, Saarinen, dem Bürgermeister von St. Louis Raymond Tucker und Vertretern des National Park Service (NPS) zu diesem Konzept entwickelt. Ursprünglich sah Kiley vor, die Anlage wesentlich asymmetrischer zu gestalten und weniger Sichtachsen einzubauen. Erst im Frühjahr 1963 wurde das überarbeitete Konzept, nach dem auch die Baumbepflanzung weniger dicht ausfallen musste, durch die NPS gebilligt. Heutzutage hat die Parkanlage bei Denkmalschützern und Landschaftsarchitekten eine hohe Bedeutung und gilt als erhaltenswerte historische Landschaft.
Der südliche Teich ist 5400 Quadratmeter groß, der nördliche 6800 Quadratmeter. Im Park befinden sich 2100 Bäume und 7300 Sträucher, die über ein Bewässerungssystem aus über 20 Kilometer unterirdischen Rohrleitungen versorgt werden können. Den Park durchziehen insgesamt etwa acht Kilometer Fußwege.
2013 wurde der erste Spatenstich für ein auf mehrere Jahre angelegtes Projekt getan, das den Park über die Hauptverkehrsstraße mit der Stadt verbinden wird. Die Straße wird rund 300 m überdacht und darüber der Park fortgesetzt. Das 380 Mio. Dollar umfassende Projekt konnte im Frühjahr 2018 vollendet werden.

### Old Courthouse

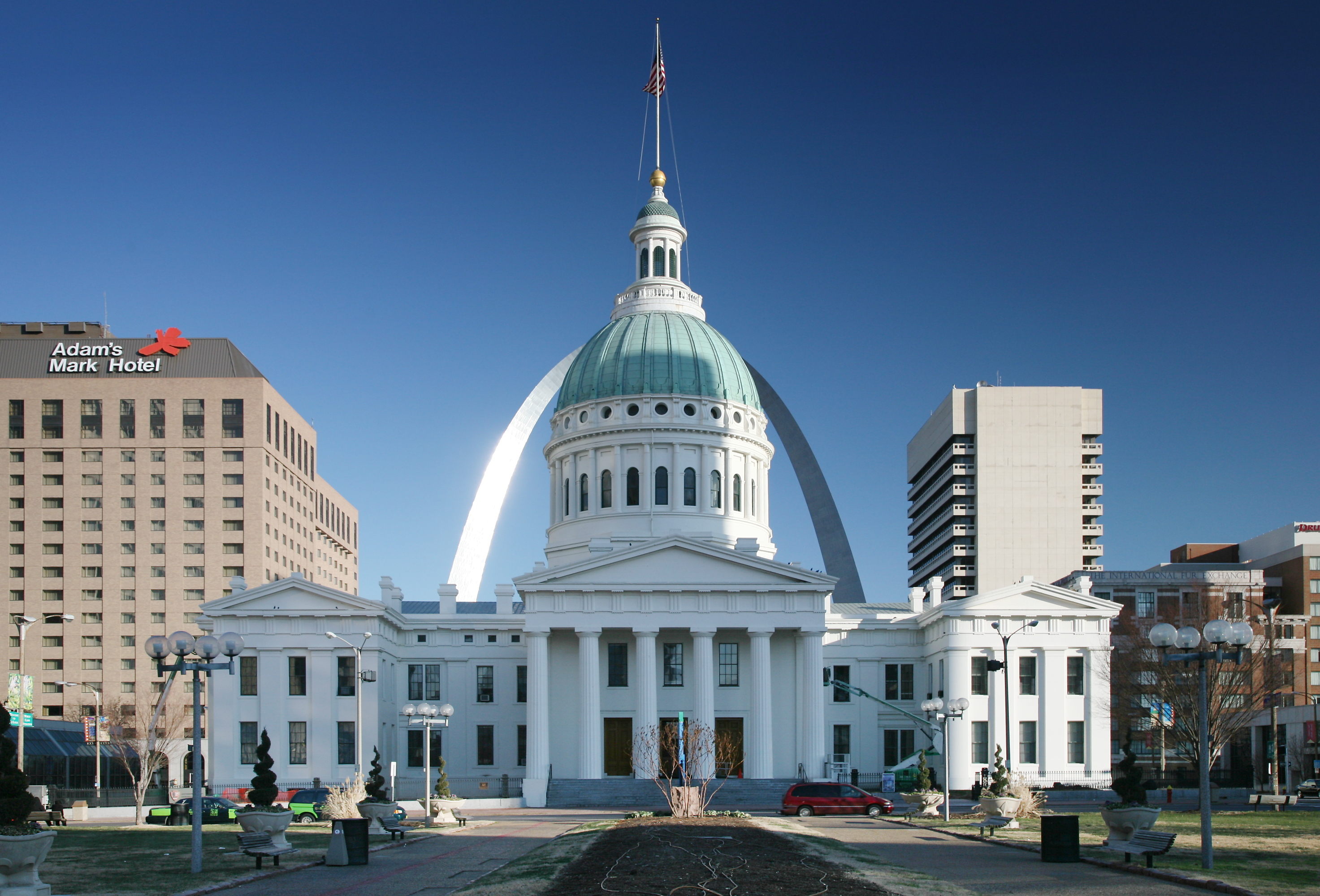
Old Courthouse, im Hintergrund: der Gateway Arch

Das Old Courthouse („Altes Gerichtsgebäude“) ist ein im Greek-Revival-Stil von 1816 bis 1864 errichtetes repräsentatives Bauwerk, welches ursprünglich als Bundes- und Landesgericht diente. Das Gebäude war Verhandlungsort des historisch bedeutsamen Prozesses Dred Scott gegen Sandford, in dem der Schwarze Dred Scott auf Freilassung als Sklave geklagt hatte.
Das erste Bauwerk wurde vom Architekten Henry Singleton 1828 vollendet. Allerdings wurde im Laufe der Jahrzehnte das Bauwerk mehrfach und von Grund auf umgestaltet und renoviert. Diese Arbeiten leitete Robert S. Mitchell. Erst 1861, während des Amerikanischen Bürgerkriegs, konnte die Kuppel unter dem Architekten William Rumbold vollendet werden.
Das Gerichtsgebäude befindet sich westlich des Interstate 70 gegenüber dem Gateway Arch. Der mehrflügelige Bau wird von einem zentral hinter dem Haupttrakt emporragenden 58,5 Meter hohen Kuppelbau dominiert. Das Bauwerk blieb damit bis 1894 gleichzeitig das höchste im Bundesstaat Missouri. Die weißen Gebäudeflügel weisen – ähnlich dem Parthenon auf der Akropolis – dreieckige Giebelfelder auf. Die vordere Fassade des Hauptflügels wird von sechs dorischen Säulen gebildet.
Seit 1930 dient das Old Courthouse nicht mehr als Gerichtsgebäude. Seit 1935 dient es dem damals neu geschaffenen Jefferson National Expansion Memorial. 1941 wurden Teile des Gebäudes saniert und vor allem sein Dach erneuert, so dass es ab 1942 für Büroräumlichkeiten und eine Museumsausstellung genutzt werden konnte. In den Jahren 1947 bis 1974 und 1978 bis 1988 wurden verschiedene weitere Bereiche des Bauwerks etappenweise saniert. Im zweiten Obergeschoss befinden sich noch zwei der alten Gerichtssäle. Die beiden kreisförmigen, von Säulen eingerahmten Räume befinden sich jeweils im West- und Ostflügel. Heute zeigt das Old Courthouse Dioramen die Geschichte von St. Louis von der französischen Besiedlung bis zur Gegenwart. Mit der Fertigstellung des Museum of Westward Expansion im Jahr 1976 wurde auch das Museum verlagert. Einige Dioramen und Exponate sind allerdings noch heute im Gerichtsgebäude verblieben. Die Besichtigung des Gerichtsgebäudes ist kostenfrei möglich.

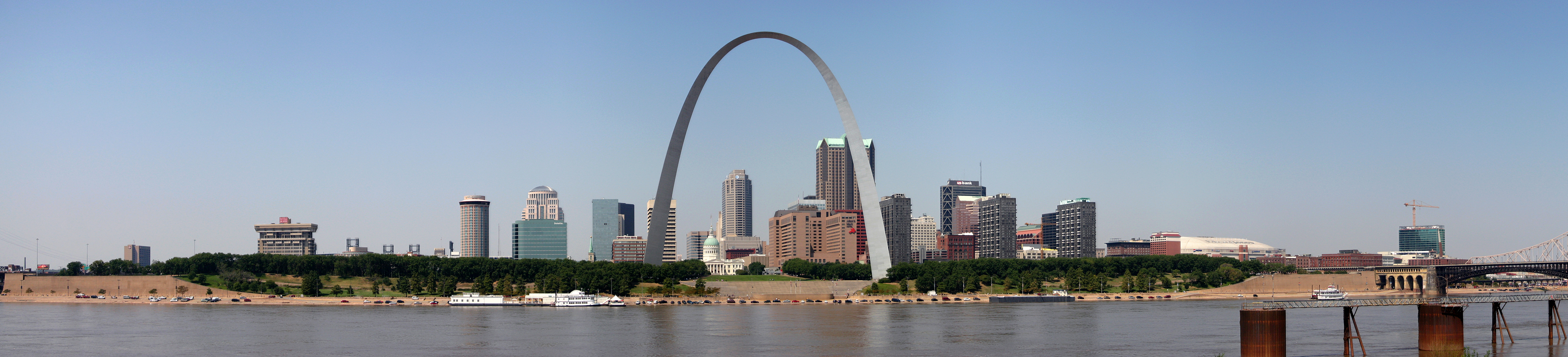
Blick auf den Gateway Arch, die Parkanlage und die Skyline von St. Louis vom Ostufer des Mississippis aus

## Rezeption

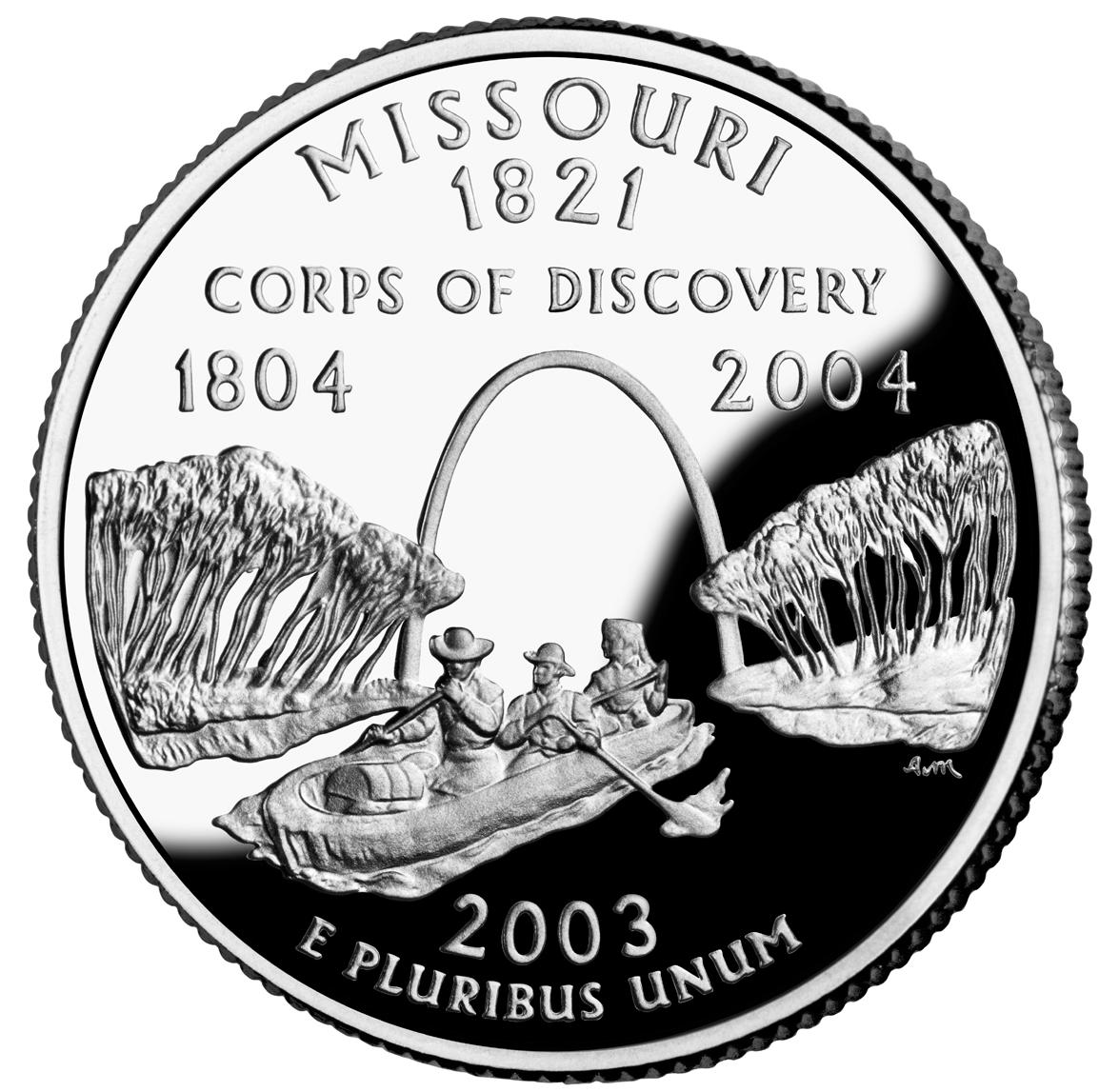
Gateway Arch auf dem Missouri State Quarter

Die charakteristische Form des Bogens fand Aufnahme unter anderem in Bauwerken wie dem  Independence-Arch in Accra sowie dem Freiheitsbogen des ukrainischen Volkes  in Kiew.
Das Bauwerk wird zusammen mit einer Szene der Lewis-und-Clark-Expedition auf der Gedenkmünze Missouri State Quarter im Jahr 2003 gezeigt.